# 川越市立霞ヶ関南小学校
川越市立霞ケ関南小学校（かわごえしりつ かすみがせきみなみしょうがっこう）は、埼玉県川越市かすみ野にある公立小学校。

## 沿革
- 1974年
  - 4月1日 - 川越市立霞ケ関小学校を分離して川越市立霞ケ関南小学校として開校
  - 9月9日 - 校章制定
- 1975年
  - 2月10日 - 校旗制定（この日を開校記念日とする）
- 1977年
  - 2月5日 - 校歌制定[1]

## 教育目標
- やる気 - 自分の夢を持ち、それに向かってがんばれる子
- 思いやり - だれとでも仲良くできる子
- げん気 - 主体的に挑戦し続ける子[2]

## 通学区域
- 安比奈新田 - 全域
- かすみ野1丁目 - 一部
- かすみ野2丁目 - 一部
- かすみ野3丁目 - 全域[3]